# Tom basse
 (avril 2025).
Motif : Aucune source centrée ; l'article Batterie (instrument) est très pauvre et mal sourcé, il faudrait comment par là plutôt que s'éparpiller sur une myriade de coquilles vides sans potentiel sauf à se livrer à du cherry piking
- Archive Wikiwix
- Bing
- Cairn
- DuckDuckGo
- E. Universalis
- Gallica
- Google
- G. Books
- G. News
- G. Scholar
- Persée
- Qwant
- (zh) Baidu
- (ru) Yandex
- (wd) trouver des œuvres sur Wikidata

| 1. | Préciser le motif de la pose du bandeau. | Précisez le motif de la pose du bandeau en utilisant la syntaxe suivante : {{admissibilité à vérifier\|date=avril 2025\|motif=remplacez ce texte par le motif}}                |
| 2. | Informer les utilisateurs concernés.     | Pensez à avertir le créateur de l'article, par exemple, en insérant le code ci-dessous sur sa page de discussion : {{subst:avertissement admissibilité à vérifier\|Tom basse}} |

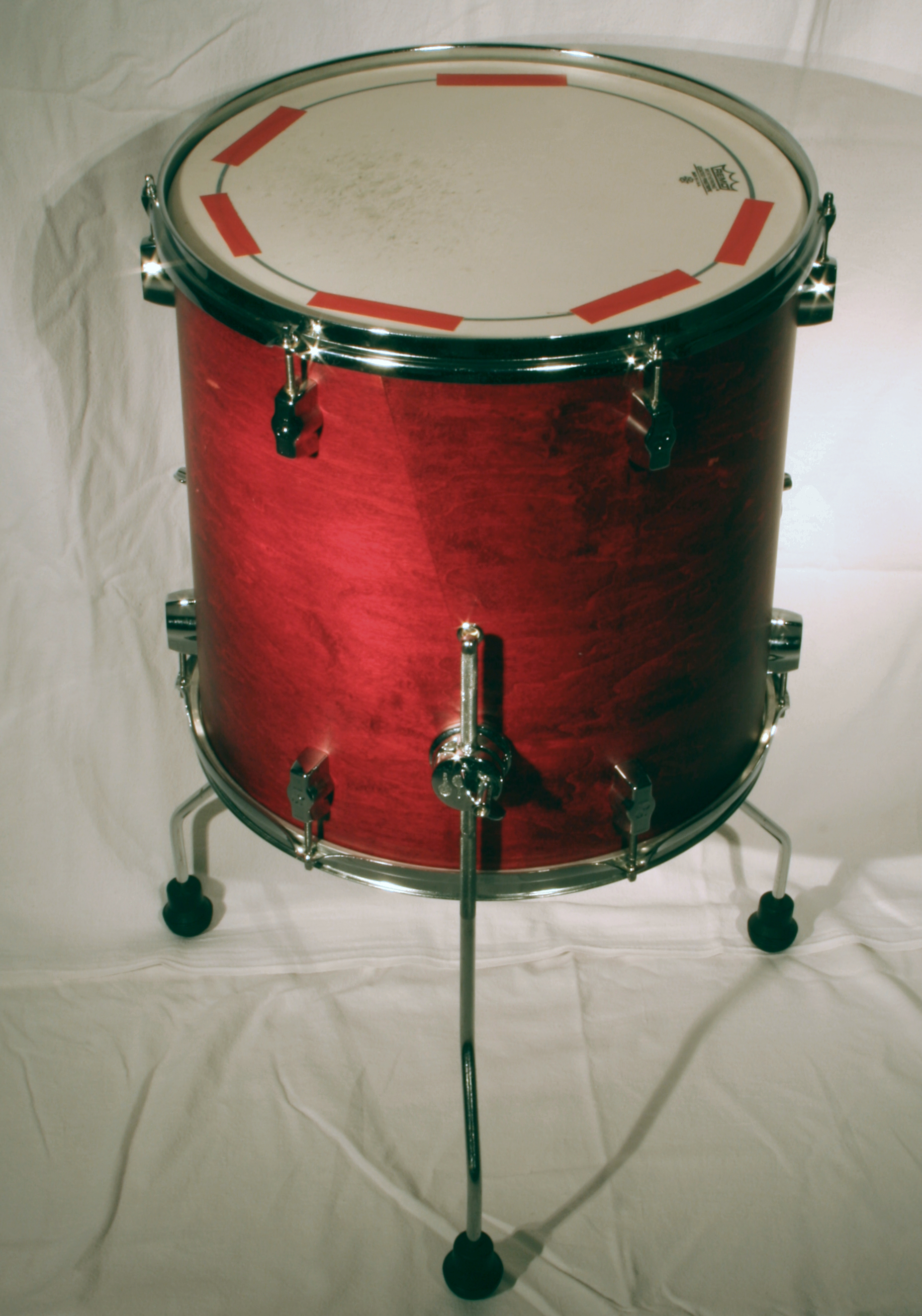
Un tom basse.

Un tom basse (en anglais floor tom ou low tom), est un genre de tom à deux têtes qui repose généralement sur trois pieds. Cependant, il peut également être fixé à un pied de cymbale à l'aide d'une pince à tom, ou soutenu par un support de jante. Il s'agit d'un tom cylindrique sans caisse claire, qui a tendance à produire un son percutant et résonnant, dont la hauteur peut varier.

## Histoire
Le tom basse est popularisé par Gene Krupa dans les années 1950, qui utilisait un 16x16. Le tomier est également utilisé comme petite grosse caisse par certains batteurs (surtout de jazz). Dans ce cas, il est monté horizontalement sur un système de rack spécialement conçu. Des sociétés telles que Pearl Drums mettent sur le marché des « kits de conversion du tom basse en grosse caisse ». Il s'agit généralement de tiges de forme stratégique placée à la place des pieds du tom basse pour le faire tenir à l'horizontale. Avec cette méthode, il est assez courant qu'un batteur se procure des arceaux de grosse caisse de taille appropriée pour achever le processus de conversion.
Le tom basse' est également utilisé dans les parades musicales, souvent porté puis soulevé et frappés pour ajouter de l'effet. Il peut également être utilisé pour remplacer le surdo dans la samba et la bossa eir. Ces toms font également partie de la batterie d'un orchestre de jazz.